# Verteidigungsbezirkskommando 88
Das Verteidigungsbezirkskommando 88 war ein Verteidigungsbezirkskommando der Bundeswehr mit letztem Sitz des Stabs in Bad Doberan. Hauptaufgabe des Kommandos war die Territoriale Verteidigung in seinem Verteidigungsbezirk.

## Geschichte

### Aufstellung
Nach der Wiedervereinigung wurden im ehemaligen Militärbezirk V der Landstreitkräfte der Nationalen Volksarmee zügig die aus Westdeutschland bekannten territorialen Strukturen geschaffen (vgl. die Gliederung des Territorialheeres um 1989). Das Verteidigungsbezirkskommando wurde zur Einnahme der Heeresstruktur V Anfang der 1990er-Jahren als Teil des Territorialheeres ausgeplant und dem Befehlshaber im Wehrbereich VIII unterstellt. Angelehnt an die zivile Verwaltungsgliederung in Westdeutschland sollte der Verteidigungsbezirk in etwa einem (zukünftigen) Regierungsbezirk entsprechen. Bei der Aufstellung orientierte man sich aber beim Zuschnitt des neuen Verteidigungsbezirks zunächst noch ungefähr an dem aus der Deutschen Demokratischen Republik bekannten Bezirk Rostock. Entsprechend war auch der Standort des Stabs zunächst Rostock und ab 1991 das sehr nahe Bad Doberan.

### Wechsel zum Wehrbereichskommando I
Zum 1. Oktober 1997 wurde das Wehrbereichskommando VIII aufgelöst. Die Führung der Verteidigungsbezirkskommandos in Mecklenburg-Vorpommern, also auch die Führung des Verteidigungsbezirkskommandos 88, wurde dem Wehrbereichskommando I übertragen.

### Auflösung
2001 wurde das Territorialheer aufgelöst. Die Wehrbereichskommandos und Verteidigungsbezirkskommandos wurden der neu aufgestellten Streitkräftebasis unterstellt. Die Wehrbereiche und Verteidigungsbezirke wurden grundlegend neu geordnet und ihre Anzahl reduziert. In Mecklenburg-Vorpommern entfiel dazu im Vorgriff bereits zum 31. März 1998 das Verteidigungsbezirkskommando 88. Der östliche Teil des bisherigen Verteidigungsbezirks 88 wurde dem Verteidigungsbezirk 87 eingegliedert. Der westliche Teil fiel an das Verteidigungsbezirkskommando 86.

## Verbandsabzeichen

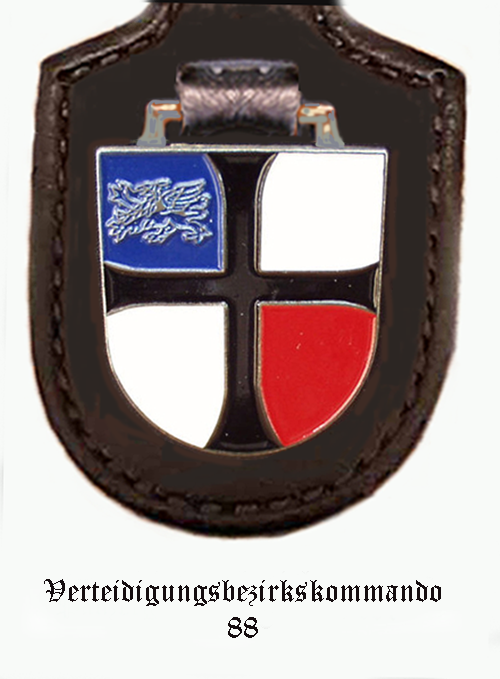
Internes Verbandsabzeichen des Stabes/Stabskompanie

Das Verteidigungsbezirkskommando führte aufgrund seiner Ausplanung als überwiegend nicht aktiver Truppenteil kein eigenes Verbandsabzeichen. Die wenigen aktiven Soldaten trugen daher das Verbandsabzeichen des übergeordneten Wehrbereichskommandos.
Als „Abzeichen“ wurde daher unpräzise manchmal das interne Verbandsabzeichen des Stabes und der Stabskompanie „pars pro toto“ für das gesamte Verteidigungsbezirkskommando genutzt. Das interne Verbandsabzeichen ähnelte als Hinweis auf den Stationierungsraum dem Rostocker Wappen. Ganz überwiegend war es in den Rostocker Farben gehalten, die für die Rostocker Fürsten und die Hanseflagge standen. Es zeigte außerdem als Figur wie im Rostocker Wappen auf blauem Grund den schreitenden Rostocker Greif. Das stilisierte Eiserne Kreuz teilte den Schild. Es ist das Hoheitszeichen der Bundeswehr.